# دیارمید و موریته
دیارمید و موریته (انگلیسی: Diarmaid Ó Muirithe; ۱۱ نوامبر ۱۹۳۵ – ۱۱ ژوئیهٔ ۲۰۱۴) فرهنگ‌نویس، روزنامه‌نگار، مؤلف اهل جمهوری ایرلند بود.
وی همچنین برندهٔ جوایزی همچون برنامه فولبرایت شده‌است.